# Recens élőlény
Recensnek, azaz jelenkorinak nevezünk minden olyan taxont, amely a földtörténeti holocénben, vagyis nagyjából az elmúlt tízezer évben létezett, vagy napjainkban is létezik. A jelenleg is élő fajok mellett recensnek számítanak tehát mindazon kihalt élőlények, amelyek kihalása már a holocénben történt. Egy taxon recensnek számít, ha van legalább egy, a taxonba tartozó, alacsonyabb szintű recens taxon. A recens ellentéte a fosszilis.